# Heinrich von Calice
Enrico de Calice, in tedesco: 'Heinrich von Calice' (Gorizia, 31 marzo 1831 – San Pietro, 29 agosto 1912), è stato un diplomatico e nobile austriaco.

## Biografia
Membro di una nobile famiglia austriaca di origini italiane che possedeva diversi possedimenti e fattorie al confine tra l'Italia e la Slovenia (Gorizia e Gradisca d'Isonzo), Heinrich era figlio del nobile Francesco Calice (1796-1847).
Studiò giurisprudenza e nel 1854 entrò al servizio del tribunale distrettuale di Vienna, ma già dall'anno successivo passò al servizio diplomatico imperiale e divenne membro dell'ufficio della marina mercantile di Trieste, per poi venire trasferito a Istanbul. Parallelamente, lavorò anche al ministero del commercio austriaco e, dopo la sua soppressione, al ministero degli esteri (dal 1859). Dal 1864 al 1868 fu console austriaco a Liverpool nel Regno Unito e nel 1869 prese parte come diplomatico alla spedizione dell'ammiraglio von Petz in estremo oriente. Dal 1871 al 1874 fu il primo ambasciatore imperiale in Giappone (con delega anche per la Cina e per il Siam), dove ottenne risultati straordinari in campo diplomatico, contribuendo a rafforzare i rapporti tra i due imperi. Ritornato in Europa, fu Console Generale a Bucarest dal 1874 al 1876 e dal 1876 al 1877 fu delegato alla conferenza internazionale che si tenne a Istanbul. Lavorò quindi al ministero degli esteri a Vienna e nel 1878 divenne membro del consiglio segreto imperiale. Dal 1879 al 1880 fu capo della prima sezione del ministro degli esteri (sottosegretario). Dal 1880 al 1896 venne infine nominato ambasciatore imperiale nell'Impero ottomano.
Nel 1906 ottenne il titolo di conte e morì a San Pietro Vertoiba nel 1912.
Sposò la nobile Maria Luisa Castellain (1843-1943) dalla quale ebbe un unico figlio, Franz (1875-1935), che fu anch'egli diplomatico e ambasciatore per conto della repubblica austriaca in Ungheria dal 1922 al 1932. Un altro suo discendente omonimo fu dal 1960 al 1967 ambasciatore austriaco in Cecoslovacchia.